# ルパン三世 I'm LUPIN
『ルパン三世 I'm LUPIN』（ルパンさんせい・アイムルパン）は、モンキー・パンチ原作のアニメ『ルパン三世』を原作としたミュージカル。
星野隆主催の劇団サムシングで1985年に公演した同名舞台を元にしている。
1998年11月5日～11月8日の4日間、サンシャイン劇場にて公演。キッズステーションにて放送。

## 出演
- ルパン三世 - ルー大柴
- 次元大介 - ホシノケンジ
- 峰不二子 - 沙羅さおり
- 石川五ェ門 - 影山ヒロノブ
- 銭形警部 - エド山口
- 夢野博士 - ラッキィ池田
- ルパン四世 - イオン
- 石川コエモン - 紅麗
- 暗殺組織のボス - 桝川譲治
- 戦う美女軍団リーダー - 秋山静香
- 【劇団サムシング】

福留和博 平井達興 星芝克彦 深田洋子 吉野真貴子 LISA 田中浩子 大浦由紀子 田才奈美 飯野友美 小林麻弥 海老沢花子 國友仁美 竹谷知奈津 石井智尋 森千鶴 藤本悦子 野口裕子

## スタッフ
- 原作・監修：モンキー・パンチ
- 舞台監督：モモプランニング
- 脚本・演出：星野隆
- 振付：ホシノケンジ、星野隆
- プロデューサー：吉田敏也
- 音楽プロデューサー：吉岡貴志
- 音楽ディレクター：須藤賢一
- 大道具：原浩
- 照明：松村剛
- 音響：戸田音響サービス
- 制作：劇団サムシング、ゼイ・ブロス